# فيليب أو. فوس
فيليب أو. فوس (بالإنجليزية: Phillip O. Foss)‏ هو عالم سياسة وضابط أمريكي، ولد في 18 مايو 1916 في ماكسبس في الولايات المتحدة، وتوفي في 14 أكتوبر 2001 في فورت كولنز في الولايات المتحدة.